# Galargues
Galargues település Franciaországban, Hérault megyében. Lakosainak száma 755 fő (2022. január 1.). Galargues Carnas, Sommières, Buzignargues, Campagne, Garrigues, Saint-Bauzille-de-Montmel, Saint-Hilaire-de-Beauvoir és Saussines községekkel határos.

## Népesség
A település népességének változása:
| Lakosok száma | 279  | 342  | 404  | 608  | 664  | 709  | 725  | 733  | 743  | 755  |
|               | 1968 | 1982 | 1990 | 2006 | 2013 | 2015 | 2017 | 2019 | 2020 | 2022 |